# 枚方市立樟葉西小学校
枚方市立樟葉西小学校（ひらかたしりつ くずはにししょうがっこう）は、大阪府枚方市楠葉並木一丁目にある公立小学校。

## 沿革
- 1974年（昭和49年）- 枚方市立楠葉西小学校開校

## 通学区域
- 枚方市 楠葉花園町、楠葉並木、西船橋、樋之上町。
- 北船橋地区に住む児童は樟葉西小学校を横目に通り過ぎて遠くの樟葉南小学校に通わなければならない。

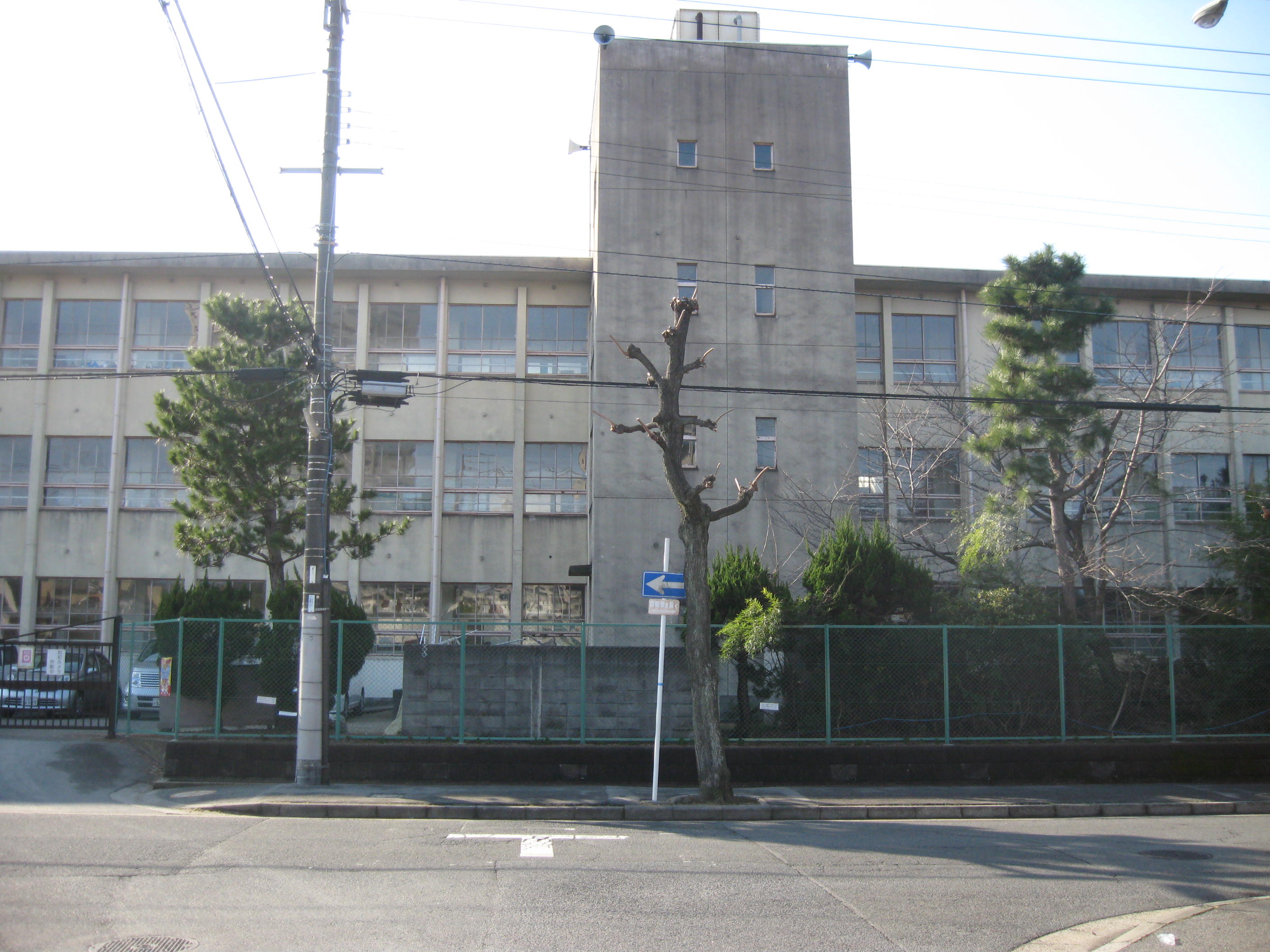
樟葉西小学校（北側からの写真）

## 進学先
- 枚方市立楠葉西中学校

## 交通
- 京阪本線 樟葉駅 南東へおよそ15分